# Patrick Haemers
Patrick Haemers, född 2 november 1952, död 14 maj 1993, var en belgisk brottsling.
Haemers var en topgangster som var ledare för "Haemers gäng" under 1980- och 1990-talet. De var specialiserade på bank och värdetransportsrån. Haemers kidnappade Belgiens premiärminister Paul Vanden Boeynants (1966–68 till 1978–79).[källa behövs]